# Olaf Tufte
Olaf Tufte (n. 27 aprilie 1976, Comuna Tønsberg, Vestfold, Norvegia) este un canotor norvegian, laureat cu patru medalii olimpice, inclusiv două de aur, din șase participări succesive la Jocurile Olimpice. A fost campion mondial la vâsle simplu în 2001 și 2003. 
În afara competiției este cultivator de cereale în ferma familiei și un pompier.